# Membrilla
Membrilla là một đô thị thuộc Ciudad Real, Castile-La Mancha, Tây Ban Nha. Đô thị này có dân số là 6.601.